# (12) Victoria
(12) Victoria – dość duża planetoida z pasa głównego.

## Odkrycie
Planetoida została odkryta przez Johna Russella Hinda 13 września 1850 w Londynie. Jej nazwa pochodzi oficjalnie od Wiktorii, bogini zwycięstwa, jednakże wiąże się ją również z królową Wiktorią.

## Orbita
Orbita (12) Victorii nachylona jest do płaszczyzny ekliptyki pod kątem 8,37°. Na jeden obieg wokół Słońca ciało to potrzebuje 3 lata i 207 dni, krążąc w średniej odległości 2,33 au od Słońca. Średnia prędkość orbitalna tej planetoidy to ok. 19,26 km/s.

## Właściwości fizyczne
(12) Victoria ma średnicę ok. 115 km. Jej albedo wynosi około 0,16, a jasność absolutna około 7,30m. Średnia temperatura na jej powierzchni sięga 178 K. Planetoida ta zalicza się do typu S. Zdjęcia z Very Large Telescope oraz badania radarowe wykazały, że Victoria ma wydłużony kształt.